# جايسون روبنسون (ملحن)
جايسون روبنسون (بالإنجليزية: Jason Robinson)‏ هو عازف جاز وملحن أمريكي، ولد في 20 سبتمبر 1975 في كاليفورنيا في الولايات المتحدة.

## وصلات خارجية
- جايسون روبنسون على موقع ميوزك برينز (الإنجليزية)
- جايسون روبنسون على موقع ديسكوغز (الإنجليزية)